# Tropidurus sertanejo
Espèce
Tropidurus sertanejo est une espèce de sauriens de la famille des Tropiduridae.

## Répartition
Cette espèce est endémique de Bahia au Brésil.

## Description
Les mâles mesurent de 60,09 à 79,92 mm et les femelles de 61,98 à 72,46 mm.

## Publication originale
- Carvalho, Sena, Peloso, Machado, Montesinos, Silva, Campbell & Rodrigues, 2016 : A New Tropidurus (Tropiduridae) from the Semiarid Brazilian Caatinga: Evidence for Conflicting Signal between Mitochondrial and Nuclear Loci Affecting the Phylogenetic Reconstruction of South American Collared Lizards. American Museum Novitates, no 3852, p. 1-68 (texte intégral).